# Pisz
Pisz là một thị trấn thuộc huyện Piski, tỉnh Warmińsko-Mazurskie ở đông-bắc Ba Lan. Thị trấn có diện tích 10 km². Đến ngày 1 tháng 1 năm 2011, dân số của thị trấn là 19439 người và mật độ 1928 người/km².